# Legarda
Legarda település Spanyolországban, Navarra autonóm közösségben. Legarda Cizur, Uterga, Obanos és Puente La Reina községekkel határos. Lakosainak száma 146 fő (2024).

## Népesség
A település népessége az elmúlt években az alábbi módon változott:
| Lakosok száma | 83   | 111  | 105  | 106  | 119  | 114  | 110  | 117  | 124  | 146  |
|               | 2001 | 2004 | 2006 | 2009 | 2011 | 2014 | 2016 | 2019 | 2021 | 2024 |